# Gaspar de Zúñiga y Ayala
Gaspar Antonio de Zúñiga y Ayala (n. Cuéllar 1659 - 1714) fue un noble y político español que ocupó el cargo de Virrey y Capitán General del Reino de Galicia.
Nació en la villa segoviana de Cuéllar, siendo hijo de Manuel de Zúñiga y Enríquez, v marqués de Aguilafuente, señor de las Casas de Baza, de Orce, Galera, Senes, Castro y Sierra de los Filabres, y de Francisca de Ayala y Osorio, iii condesa de Villalba, señora de las casas de Abarca y Villarramiro.
Contrajo matrimonio en la iglesia de san Sebastián de Madrid el 17 de enero de 1700 con María del Patrocinio de Aramberg (n. Bruselas), princesa de Barbanzón, duquesa de Aramberg, viuda de Isidro Tomás Folch de Cardona y Sotomayor, vii marqués de Guadalest, Almirante de Aragón. Ella llevó en dote el cargo de virrey de su marido.